# Canning Reservoir
Canning Reservoir är en reservoar i Australien. Den ligger i delstaten Western Australia, omkring 34 kilometer sydost om delstatshuvudstaden Perth. Canning Reservoir ligger 192 meter över havet. Arean är 2,8 kvadratkilometer. Den sträcker sig 6,4 kilometer i nord-sydlig riktning, och 3,0 kilometer i öst-västlig riktning.
I omgivningarna runt Canning Reservoir växer huvudsakligen savannskog. Runt Canning Reservoir är det ganska tätbefolkat, med 93 invånare per kvadratkilometer. Genomsnittlig årsnederbörd är 951 millimeter. Den regnigaste månaden är september, med i genomsnitt 168 mm nederbörd, och den torraste är februari, med 12 mm nederbörd.